# 褐苞矢车菊
褐苞矢车菊是一种多年生草本植物 ，屬於矢車菊屬，原产于欧洲的干燥草地和疏林。該物種高度為10—80（4—31英寸），開花時間為六月至九月。  

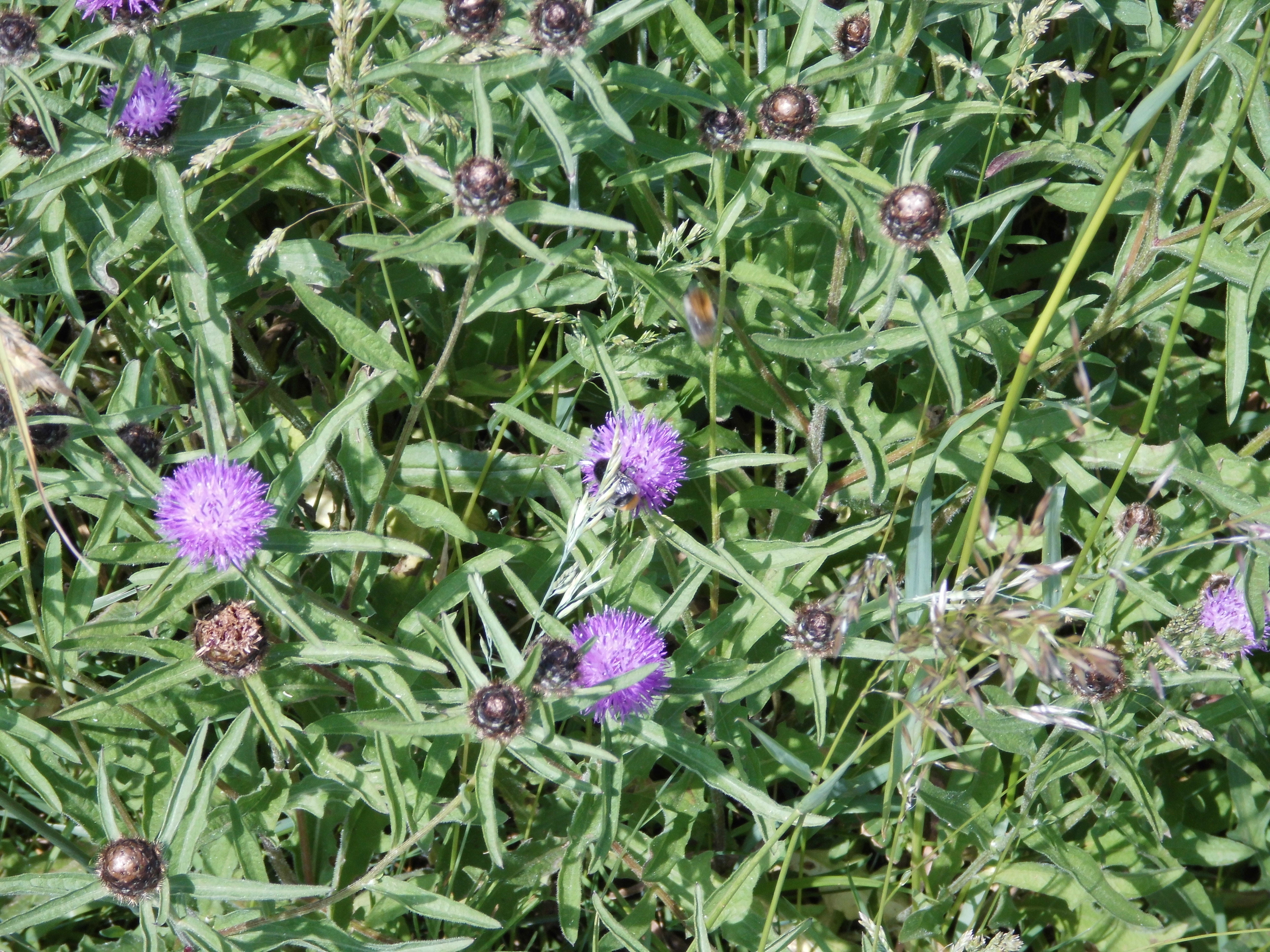
棕矢车菊